# NHo Cruzeiro do Sul (H-38)
Le NHo Cruzeiro do Sul (H-38) est un navire (N-) hydro-océanographique (-Ho)  de la Marine brésilienne, dont ce nom lusophone évoquant le mot français croiseur se réfère surtout à celui de la Croix du Sud, cette constellation visible dans l'hémisphère méridional céleste constituant un point de référence essentiel en navigation maritime traditionnelle primitive. 
Il est le premier navire de la marine du Brésil, État situé lui-même au sud du globe terrestre et de l'Amérique, à recevoir ce nom.

## Historique
Construit par le chantier naval Longvamek Verksted A/S en Norvège , il est lancé le 1er mars 1986. 
En juillet de la même année il commence des opérations en tant que navire de pêche hauturier sous le nom A/S Havskjell Viking.
En 1991 il est converti en navire d'étude sismique et sa longueur est augmentée de 59,7 à 65,7 mètres. Il est ensuite renommé North Sea Surveyor puis Seaway Surveyor (1996) et DSND Surveyor (2000). 
Il est acquis par "Berkon Shipping NV" aux Pays-Bas en 2007 , grâce aux fonds à la base d'un accord signé en 2006 entre la marine brésilienne et le "Financiadora de Estudos e Projetos (en)" ou "FINEP", entreprise publique liée au ministère des Sciences, Technologie et Innovation du même pays, afin de le mettre à la disposition de la communauté scientifique nationale dans le cadre d'un projet de "Laboratoire national intégré" ou "LNE".
Il est incorporé à la marine brésilienne le 8 novembre 2007 au chantier naval Jurong SML PTE à Singapour et le 28 février 2008 la cérémonie de baptême et d'incorporation a lieu au siège de la Direction de l'hydrographie et de la navigation (Brésil) (DHN) à Ponta da Armação et Niterói. Destiné aux activités de recherche et de développement en milieu marin, il fait partie d'un "Plan sectoriel pour les ressources marines" / "PSRM" de la "Commission interministérielle des ressources marines" / "CIRM".
Le navire est exploité et entretenu par le DHN via un "Groupement hydrocéanographique de navires" / "GNHO", sous la supervision technico-scientifique du "Centre d'hydrographie de la marine" / "CHM".
Il est en cours de modernisation pour recevoir de nouveaux équipements et capteurs ainsi qu'une adaptation au service dans la marine brésilienne.

### Note et référence
- (pt) Cet article est partiellement ou en totalité issu de l’article de Wikipédia en portugais intitulé « NHo Cruzeiro do Sul (H-38) » (voir la liste des auteurs).